# Karel Novosad
Karel Novosad (* 18. září 1953) je bývalý český a československý politik, po sametové revoluci poslanec Sněmovny lidu Federálního shromáždění za Občanské fórum, později za Občanskou demokratickou alianci.

## Biografie
V listopadu 1989 se stal jedním ze tří mluvčích Občanského fóra v Žatci. Profesně je k roku 1990 uváděn jako vedoucí obvodní lékař, bytem Žatec.
V lednu 1990 zasedl v rámci procesu kooptací do Federálního shromáždění po sametové revoluci do Sněmovny lidu (volební obvod č. 62 – Louny, Severočeský kraj) jako bezpartijní poslanec, respektive poslanec za Občanské fórum. Mandát za OF obhájil ve volbách roku 1990. Zasedal pak v parlamentním klubu Občanské demokratické aliance. Ve Federálním shromáždění setrval do konce funkčního období, tedy do voleb roku 1992.
V komunálních volbách roku 1994 kandidoval neúspěšně za ODA do zastupitelstva v Žatci.